# Gustaf Gründgens

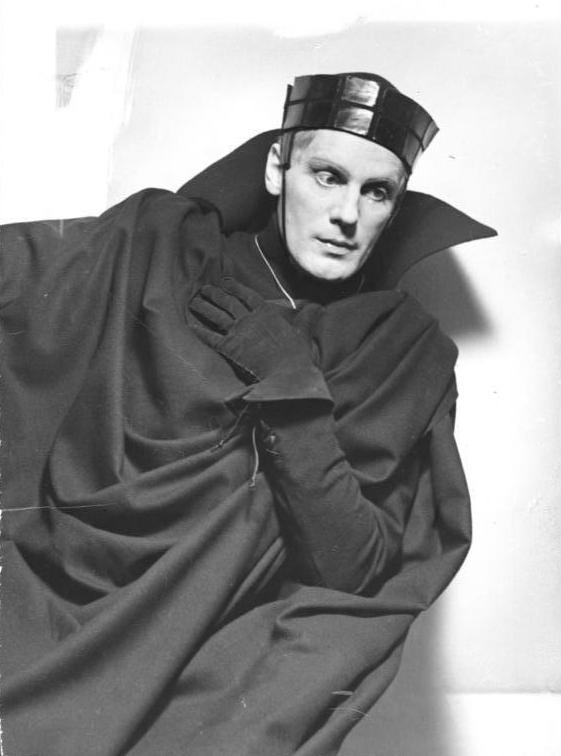
Gustaf Gründgens als Hamlet (1936)

Gustaf Gründgens, seit etwa 1922 Künstlername von Gustav Heinrich Arnold Gründgens (* 22. Dezember 1899 in Düsseldorf; † 7. Oktober 1963 in Manila), war ein deutscher Theater- und Filmschauspieler sowie Sänger und Regisseur. 
Besondere Bekanntheit erlangte er in seiner Rolle als Mephistopheles in Goethes Faust und als Interpret des Schlagers Die Nacht ist nicht allein zum Schlafen da (1938). In der Zeit des Nationalsozialismus wurde er vom preußischen Ministerpräsidenten Hermann Göring gefördert und protegiert. Von 1934 bis 1944 war Gründgens Intendant des Berliner Schauspielhauses, ab 1937 unter dem Ehrentitel Generalintendant der Preußischen Staatstheater (Generalintendant war weiterhin Heinz Tietjen). 
Nach dem Zweiten Weltkrieg setzte er seine Karriere fort, war von 1947 bis 1951 Generalintendant der Städtischen Bühnen Düsseldorf, dann bis 1955 erster Geschäftsführer des Neuen Schauspiels Düsseldorf und anschließend bis 1963 Generalintendant des Deutschen Schauspielhauses in Hamburg.
Gründgens war das Vorbild für die Figur des Hendrik Höfgen in Klaus Manns Roman Mephisto (1936) und dem darauf beruhenden Filmdrama (1981) von István Szabó. Sein postmortaler Persönlichkeitsschutz war Gegenstand der sogenannten Mephisto-Entscheidung des Bundesverfassungsgerichts.

## Leben und Werk

### Jugend

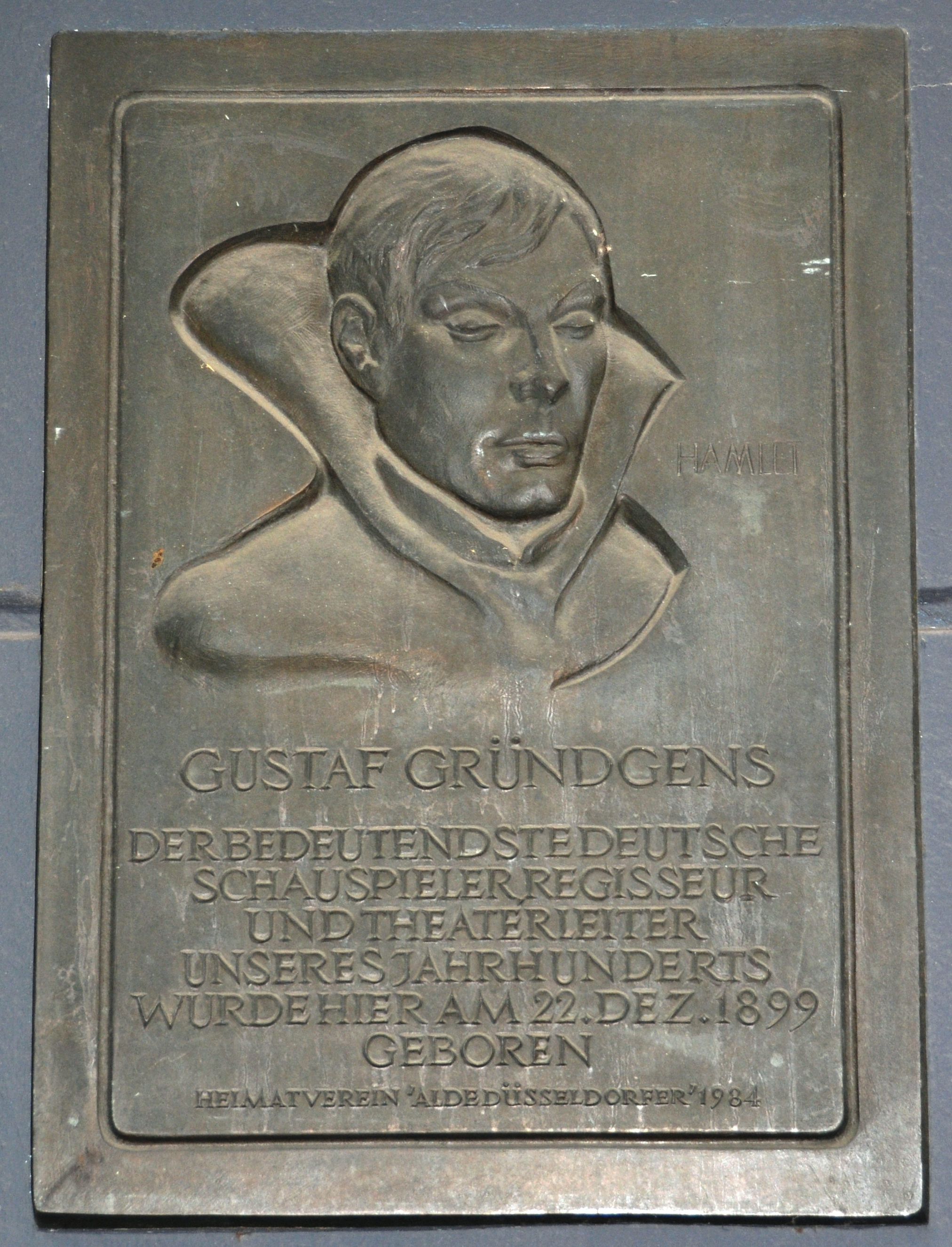
Tafel am Geburtshaus von Gründgens in Düsseldorf, Graf-Adolf-Straße 92

Gustav Arnold Gründgens war Sohn des kaufmännischen Angestellten Arnold Hubert Gründgens und seiner Ehefrau Emmi Gründgens; Marita Gründgens war seine jüngere Schwester. Seine Schulzeit verbrachte er auf der Oberrealschule am Fürstenwall in Düsseldorf, dem Gymnasium Oberkassel (heute: Comenius-Gymnasium) und dem Gymnasium zu Mayen (heute: Megina-Gymnasium Mayen), das er zu Ostern 1917 mit der Versetzung in die Obersekunda verließ.
Nach einer dreimonatigen kaufmännischen Lehre in Düsseldorf wurde er im Herbst 1917 zum Militär einberufen. Er übte jedoch keinen Frontdienst mit der Waffe aus, sondern wurde unter vorgetäuschter Bühnenerfahrung an das Fronttheater Saarlouis versetzt, dessen Leiter er 1918 wurde und das auch nach dem Krieg in Thale weiter existierte. Eine Ausbildung erhielt er 1919/20 bei Louise Dumont und Gustav Lindemann auf der Hochschule für Bühnenkunst des Schauspielhauses Düsseldorf. Seine Lehrer waren Paul Henckels, Peter Esser und Elsa Dalands.

„Herr Gustav Gründgens, Schüler der Hochschule für Bühnenkunst in Düsseldorf besitzt ein ungewöhnliches Talent für die sinnfällige Ausformung der seelischen Struktur problematischer Naturen; seine starken Ausdrucksmittel sind mit energischem Willen gepaart und gut diszipliniert. Das nervöse Temperament, das der leisesten Anregung folgt weisst zunächst auf erfolgreiche Gestaltungen aus der modernen Literatur, ohne Beschränkung auf die Verkörperung nur jugendlicher Personen. Bei einem ungestörten Verlauf der Entwicklung dürfte der Gestaltungskraft Herrn Gründgens das ganze Gebiet kompliziertester Charakterrollen in der klassischen dramatischen Literatur offen stehen.“

### Erste Engagements
Am Beginn von Gründgens’ Karriere standen kurze Engagements an den Städtischen Bühnen Halberstadt (Spielzeit 1920/21), am Vereinigten Städtischen Theater Kiel (Spielzeit 1921/22), am Berliner Theater in der Kommandantenstraße (Spielzeit 1922/23) und am Kurtheater Eckernförde (Sommerspielzeit 1923), wo er 1923 als Regisseur debütierte. Spätestens 1921 benutze Gustav Gründgens den Künstlernamen Gustaf Gründgens. 1923 ging er zu Erich Ziegel an die Hamburger Kammerspiele. Zu Beginn seines dortigen Engagements hatte er bereits die Schreibweise seines Vornamens geändert. In dieser Zeit erweiterte er sein Repertoire an klassischen und zeitgenössischen Stücken und inszenierte u. a. Anja und Esther von Klaus Mann. Klaus Mann und dessen Schwester Erika spielten zusammen mit Gründgens und Pamela Wedekind die Hauptrollen. 1927 folgte Klaus Manns Revue zu Vieren mit denselben Hauptdarstellern. Gründgens und Erika Mann heirateten 1926. Die Ehe wurde 1929 geschieden.

### Berlin
1928 ging Gründgens zu Max Reinhardt ans Deutsche Theater in Berlin, wo er auch selbst Regie führte. Ab 1929 führte er äußerst erfolgreich Opernregie und wirkte auch in Kabarettrevuen mit. Zu diesem Zeitpunkt übernahm er auch erste Filmrollen. Einer der bekanntesten Auftritte aus dieser Zeit ist die Rolle des Schränkers in M.
1930 hatte er größeren Erfolg als Regisseur mit Menschen im Hotel von Vicki Baum, einem Theaterstück nach ihrem gleichnamigen Roman, das ein Welterfolg wurde.
1932 begann Gründgens, am Preußischen Staatstheater in Berlin zu arbeiten. Seine erste Rolle war die des Mephistopheles in Goethes Faust, die er als Intendant auch im Winter 1941/1942 noch im Schauspielhaus spielte.

### Karriere im Nationalsozialismus
Gründgens blieb 1933 in Deutschland und machte im Dritten Reich Karriere. 1934 wurde er Intendant des Staatlichen Schauspielhauses und zum Staatsschauspieler ernannt. Ein halbes Jahr nach der Ermordung Ernst Röhms, Ende Dezember 1934, wandte er sich an seinen obersten Dienstherrn Hermann Göring mit der Bitte um Entlassung als Leiter des Schauspielhauses und verwies dabei – ohne diese expressis verbis zu nennen – auf seine Homosexualität. Göring nahm das Rücktrittsgesuch aber nicht an. Am preußischen Staatstheater am Gendarmenmarkt spielte Gründgens im Januar 1936 Shakespeares Hamlet unter der Regie Lothar Müthels (mit Käthe Gold als Ophelia und im Bühnenbild von Rochus Gliese), eine Aufführung, die zum Ausgangspunkt für massive Angriffe aus nationalsozialistischen Kreisen um den Parteiideologen Alfred Rosenberg wurde, da Gründgens’ Darstellung des Hamlet die Tragödie eines vereinsamten Intellektuellen inmitten eines verbrecherischen Staates hervorzuheben schien und er Sätze wie „Die Zeit ist aus den Fugen“ und „Dänemark ist ein Gefängnis“ angeblich tendenziös vortrug. Nach Angriffen im Völkischen Beobachter wich Gründgens 1936 in die Schweiz aus, kehrte aber kurz darauf zurück und wurde von Göring zum preußischen Staatsrat ernannt, um – laut Gründgens – einer etwaigen Verhaftung vorzubeugen, die nun nur noch mit Görings persönlicher Zustimmung als preußischer Ministerpräsident hätte erfolgen können. Gründgens amtierte bis 1945 als General-Intendant der Preußischen Staatstheater und zog seinen Vorteil daraus, dass diese dem preußischen Ministerpräsidenten Göring unterstanden und nicht wie die übrigen Theater Reichspropagandaminister Joseph Goebbels. Letzterer ernannte ihn im November 1935 zum Mitglied des Reichskultursenats.
Gründgens führte außerdem sporadisch Filmregie und übernahm 1938 bei der UFA-Tochter Terra die Leitung einer eigenen Herstellungsgruppe, wo unter anderem die Filme Zwei Welten (1939) und Friedemann Bach (1941) entstanden. Tanz auf dem Vulkan als Mischung aus Historienfilm und Revuefilm aus dem Jahr 1938 zeigte eine besondere schauspielerische Leistung Gründgens’. Er wirkte in Propagandafilmen wie Ohm Krüger (1940/41) mit.
Als Joseph Goebbels am 18. Februar 1943 den „Totalen Krieg“ ausrief, meldete Gründgens sich freiwillig an die Front und wurde zeitweise als Gefreiter in den besetzten Niederlanden eingesetzt. Er wurde von Göring jedoch im Frühjahr 1944 nach Berlin zurück befohlen. Sein Name stand fortan auf der Gottbegnadetenliste.
In zweiter Ehe war Gründgens von 1936 bis 1946 mit der Schauspielerin Marianne Hoppe verheiratet. Seine Homosexualität war damals in der Öffentlichkeit kein Geheimnis, wie Spottverse aus der damaligen Zeit zeigen: „Hoppe, Hoppe, Gründgens, die kriegen keine Kindgens, und das hat seine Gründgens“ oder „Hoppe, Hoppe, Gründgens, die kriegen keine Kindgens; und kriegt die Hoppe Kindgens, dann sind die nicht von Gründgens“.

### Nachkriegszeit

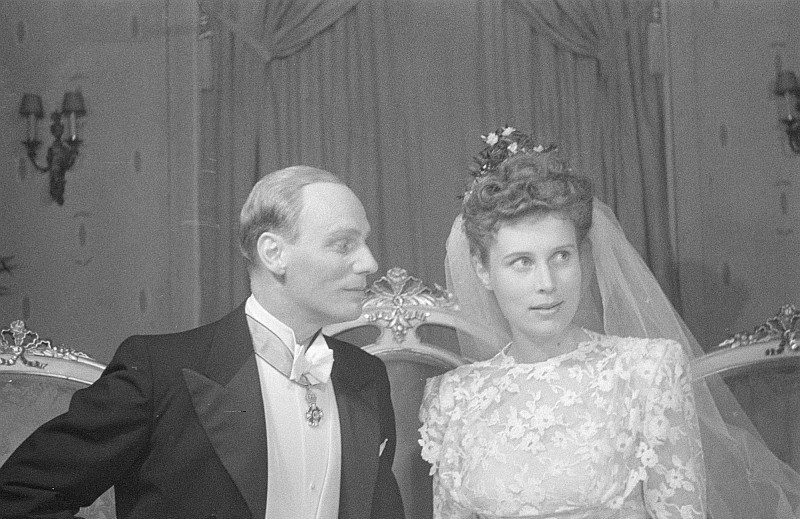
Gustaf Gründgens mit Antje Weisgerber am Deutschen Theater Berlin in dem Stück Der Snob von Carl Sternheim (April 1946)

Von 1945 bis 1946 war er im Speziallager Jamlitz inhaftiert. Im Rahmen der Entnazifizierung wurde er von vielen Kollegen entlastet und entlastete seinerseits unter vielen auch die Schauspielerin Emmy Göring (die Witwe Hermann Görings) und Veit Harlan, den Regisseur des berüchtigten antisemitischen Propagandafilmes Jud Süß. Ausschlaggebend für seine Entlassung aus der Haft war die intensive Bemühung Ernst Buschs, den Gründgens während des Zweiten Weltkriegs durch seine Intervention bei Göring vor dem Galgen gerettet hatte, sowie auch etlicher anderer Schauspieler und Mitarbeiter, die sich persönlich oder schriftlich für ihn einsetzten. Bereits 1946 stand Gründgens wieder auf der Bühne, zunächst im sowjetischen Sektor von Berlin, und führte am Deutschen Theater und an den Kammerspielen Regie. Von 1947 bis 1955 war er Generalintendant in Düsseldorf, zunächst der Städtischen Bühnen, dann des Düsseldorfer Schauspielhauses. Die Schallplattenfassung seiner Düsseldorfer Inszenierung des Faust, die 1954 bei der Deutschen Grammophon auf drei Sprechplatten erschien, gilt vielen als Geburtsstunde des heutigen Hörbuches.
Ab 1955 war Gründgens Generalintendant des Deutschen Schauspielhauses in Hamburg, das er auf den Höhepunkt seines Ruhmes führte, und wo er vielbeachtete klassische und moderne Inszenierungen zeigte, eine hohe Sprechkultur pflegte und bedeutende Schauspieler um sich sammelte und prägte; genannt seien nur Elisabeth Flickenschildt, Joana Maria Gorvin und Will Quadflieg. 1960 adaptierte er seine Hamburger Faust-Inszenierung (mit der er auch in Moskau und New York gastierte) für den Film, mit Will Quadflieg als Faust und sich selbst in der Rolle des Mephisto – in der Maske, die sich seit den 1930er Jahren nicht verändert hatte. Dieser auch im Fernsehen gezeigte Film wurde ein großer Publikumserfolg.
Seit 1960 besaß Gründgens ein Ferienhaus auf der Insel Madeira.

### Lebensende

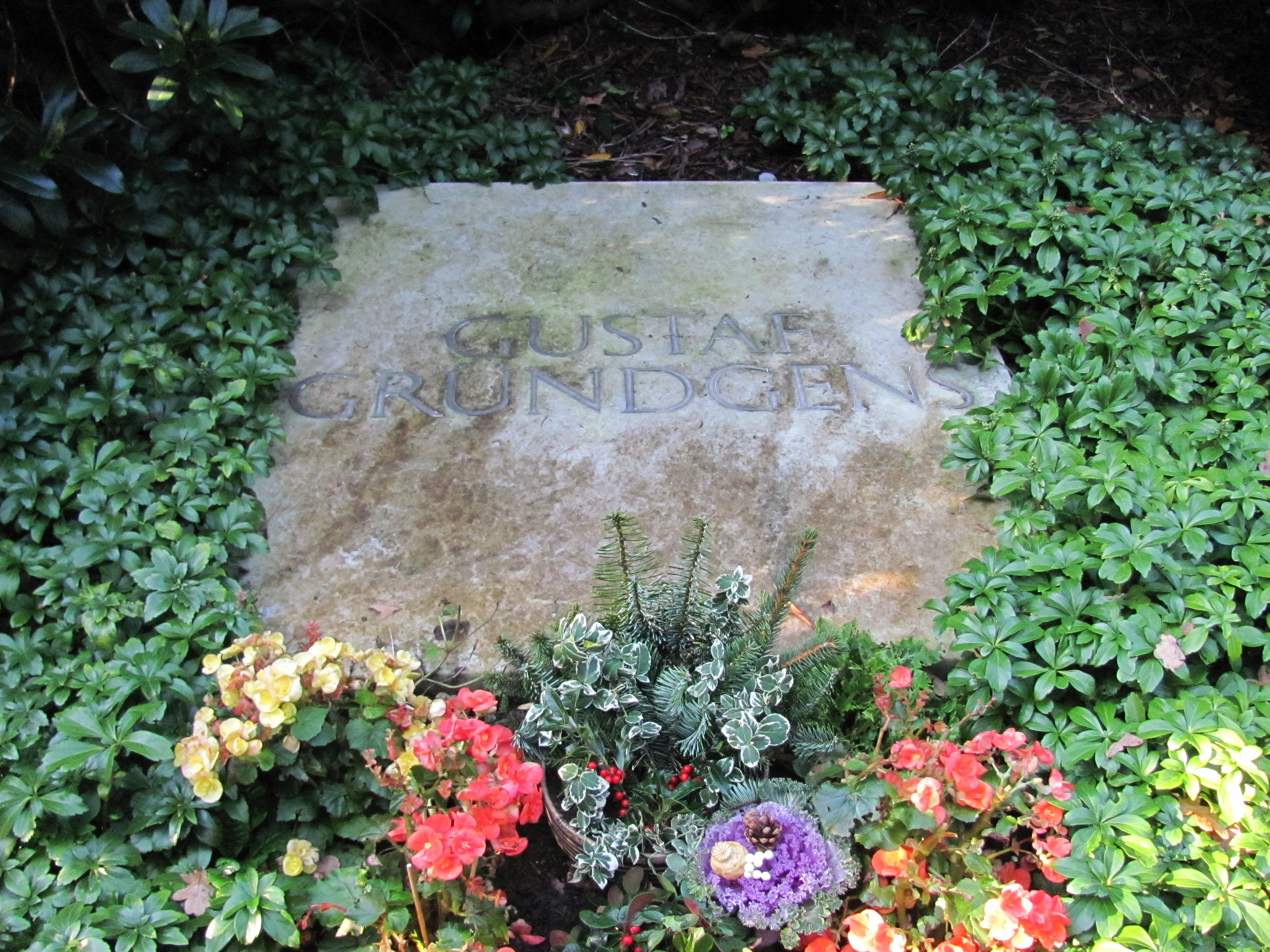
Gründgens’ Grab auf dem Friedhof Ohlsdorf

Zum Sommer 1963 beendete er überraschend seine Intendanz am Deutschen Schauspielhaus und begab sich auf eine Weltreise. In der Nacht vom 6. zum 7. Oktober 1963 starb er dabei in Manila auf den Philippinen an einer Magenblutung, die von einer Überdosis Schlaftabletten ausgelöst worden war; ob es Suizid oder ein Versehen war, wurde nie eindeutig geklärt. Sein diesbezügliches Vermächtnis schrieb er auf einen Briefumschlag: „Ich habe glaube ich zu viel Schlafmittel genommen, mir ist ein bißchen komisch, laß mich ausschlafen.“
Gründgens’ Grabstätte liegt auf dem Friedhof Ohlsdorf in Hamburg in der Nähe des Haupteinganges am äußersten südöstlichen Rand des Althamburgischen Gedächtnisfriedhofs neben dem Grab Ida Ehres, der Prinzipalin der Hamburger Kammerspiele, und in unmittelbarer Nähe zu Jürgen Fehling.

## Auszeichnungen
- Preußischer Staatsrat, 1936
- Präsident des Deutschen Bühnenvereins, 1948–1952
- Großes Bundesverdienstkreuz mit Stern, 1953
- Bundesfilmpreis für Faust (Künstlerische Oberleitung), 1961
- Satyr-Knöpfe als bedeutendster Schauspieler seiner Zeit

## Nachwirkung

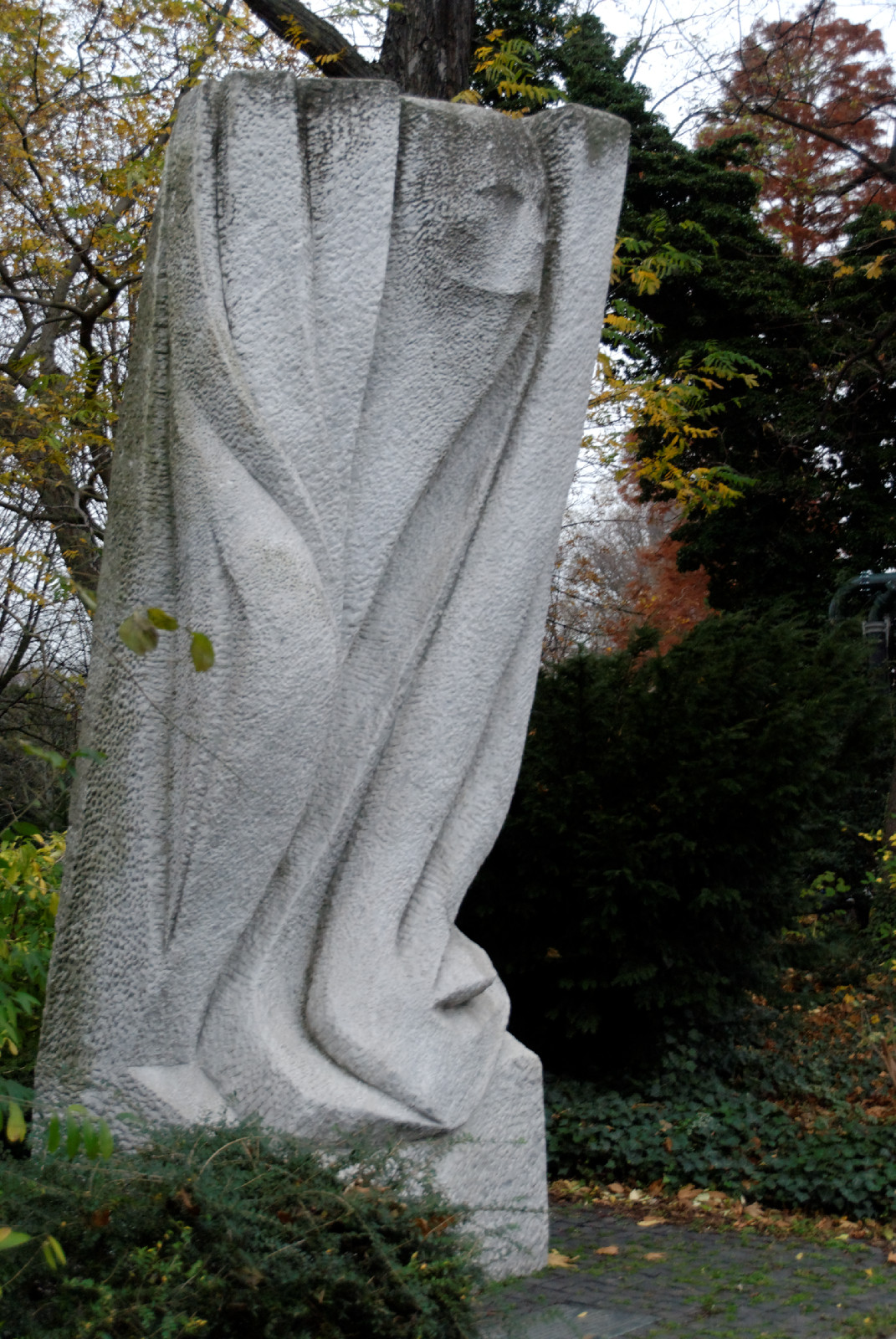
Gustaf-Gründgens-Denkmal im Hofgarten Düsseldorf, im Terrassengarten auf der Nordseite des Düsseldorfer Schauspielhauses, Statue von Peter Rübsam, 1984

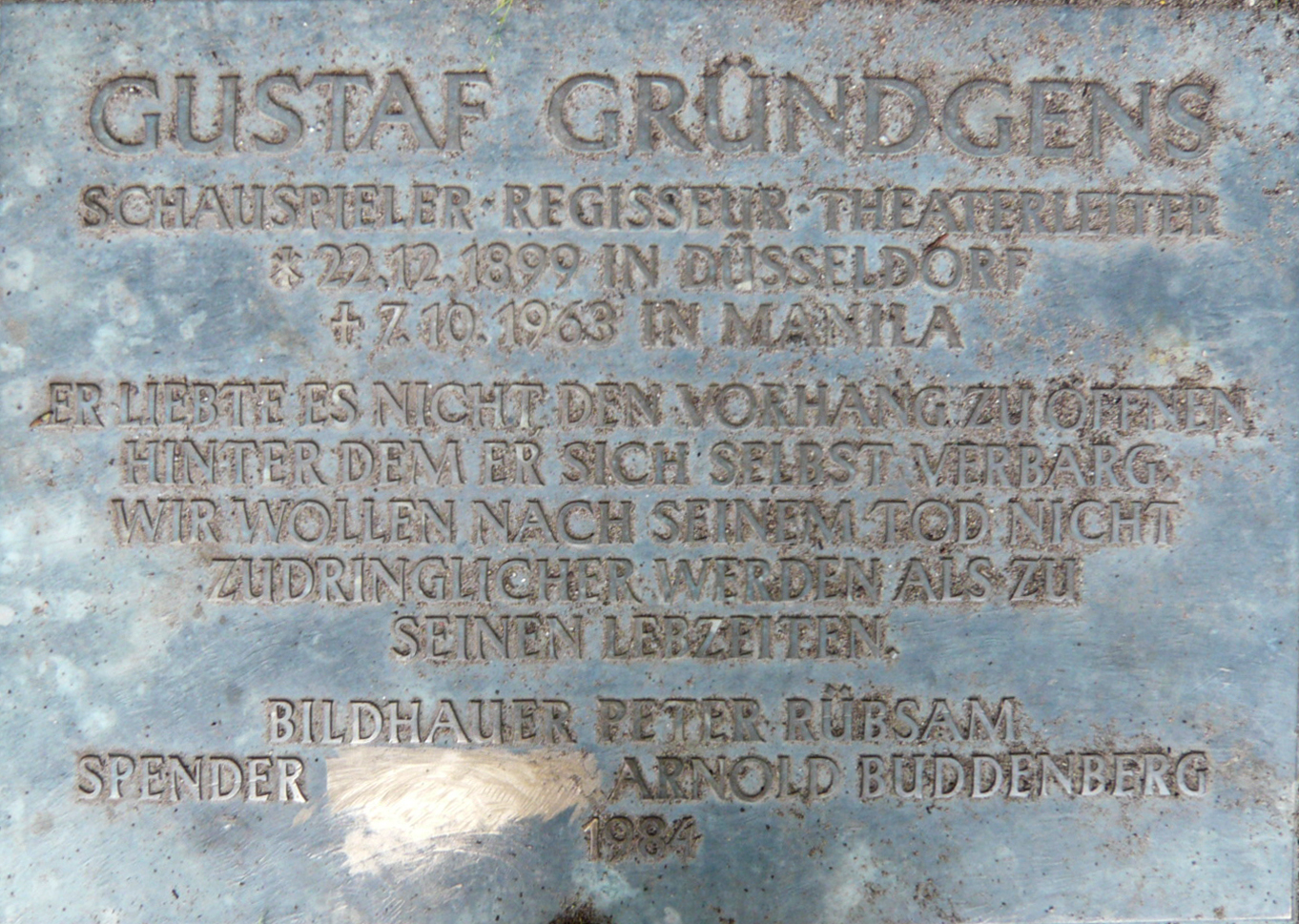
„Er liebte es nicht, den Vorhang zu öffnen, hinter dem er sich selbst verbarg. Wir wollen nach seinem Tod nicht zudringlicher werden als zu seinen Lebzeiten.“ Inschrift am Denkmal im Hofgarten

Zu Gründgens Schülern gehörte in den 1950er Jahren unter anderem sein Regieassistent Karl Vibach. Gründgens ist als bedeutender Schauspieler und Theaterregisseur verhältnismäßig lange im öffentlichen Gedächtnis geblieben. Zahlreiche Theater-, Film- und Fernsehdarsteller hat er vor allem in seiner Hamburger Zeit stark geprägt. Eine Gustaf-Gründgens-Ausstellung erfolgte zu seinem 80. Geburtstag im Düsseldorfer Dumont-Lindemann-Archiv, das unter der Leitung von Heinrich Riemenschneider eine umfassende Dokumentation über Gründgens zusammengetragen hatte.
Rolf Badenhausen, dem eine zentrale Rolle in Gründgens’ künstlerischem Wirken zugefallen war, urteilte posthum über ihn:

„Gustaf Gründgens war als Schauspieler, Regisseur und Theaterleiter eine Persönlichkeit, die nicht zu kopieren ist. Sein Arbeitsethos ist anwendbar. Eine lehrbare Methode kannte er nicht.“

### Gründgens als literarisches Sujet
Klaus Manns Exilroman Mephisto von 1936 beschreibt die Karriere seines Schwagers Gründgens, im Buch als „Hendrik Höfgen“ deutlich identifizierbar, als Musterbeispiel des Opportunismus eines Künstlers zu Anfang des Dritten Reichs. Der Roman weist, indem er jene moralisch fragwürdigen Aspekte der Karriere seines ehemaligen Freundes destilliert, eine scharfe persönliche Färbung auf.
Auf die Klage von Gründgens’ Lebensgefährten, Adoptivsohn und Alleinerben Peter Gorski hin wurde dem Nymphenburger Verlag mit der bis heute gültigen Mephisto-Entscheidung des Bundesverfassungsgerichts von 1971 die Veröffentlichung des Romans verboten. Ungeachtet der Mephisto-Entscheidung erschien im Jahre 1981 eine Neuausgabe im Rowohlt Verlag. In der DDR wurde der Roman bereits 1956 veröffentlicht.
Nach Klaus Mann ist Mephisto kein Schlüsselroman: „Es geht in diesem zeitkritischen Versuch überhaupt nicht um den Einzelfall, sondern um den Typ.“ Zur Frage, weshalb er Gründgens als Muster für die Figur des „Hendrik Höfgen“ gewählt hatte, schrieb er in seiner Autobiografie „Der Wendepunkt“: „Wie hatte man mit ihm gelebt, gearbeitet, diskutiert, gezecht, […] Und nun zechte, spielte, diskutierte er mit den Mördern? […] Es war entschieden unheimlich, sich dies vorzustellen.“
Ferner entstanden über ihn:
- Werner Fritsch: Chroma. Farbenlehre für Chamäleons. Suhrkamp, Frankfurt am Main 2002, ISBN 3-518-13419-1
- Volker Kühn: G wie Gustav, mit F – Ein Leben als Spiel. Theaterstück. Berlin 1999/2000.

### Gründgens als filmisches Sujet
Der auf dem Roman von Klaus Mann fußende Film Mephisto wurde 1981 von István Szabó mit Klaus Maria Brandauer in der Hauptrolle gedreht.

### Gustaf-Gründgens-Preis
In Hamburg wurde 2011 ein mit 15.000 Euro dotierter „Gustaf-Gründgens-Preis“ ins Leben gerufen. Dieser Preis wurde durch das Ernst Deutsch Theater in Hamburg sowie Lions Clubs International initiiert und von der Mercedes-Benz Niederlassung Hamburg gestiftet. Mit dem Preis sollen Persönlichkeiten geehrt werden, die mit ihrem Lebenswerk die darstellende Kunst in Hamburg und darüber hinaus geprägt haben. Der Preis soll des Weiteren an den bedeutenden Theatermann Gustaf Gründgens erinnern, der als Schauspieler, Regisseur und Intendant Theatergeschichte geschrieben hat.
Bisherige Preisträger
- 2012: John Neumeier[31]
- 2015: Joop van den Ende[32]
- 2017: Michel Abdollahi[33]
- 2019: Joachim Meyerhoff[34]
- 2021: Volker Lechtenbrink[35]
- 2023: Elmar Lampson[36]
- 2025: Lina Beckmann[37]

## Filmografie

### Regisseur
- 1932: Eine Stadt steht kopf (auch Darsteller, Produktionsleiter und Liedtexter)
- 1934: Die Finanzen des Großherzogs (auch Drehbuch-Mitarbeit)
- 1937: Kapriolen (auch Darsteller)
- 1938: Der Schritt vom Wege (auch Herstellungsleiter, nach Fontanes Roman Effi Briest)
- 1939: Zwei Welten (auch Herstellungsleiter)
- 1941: Friedemann Bach (künstlerische Oberleitung, Darsteller und Herstellungsleiter)
- 1960: Faust (künstlerische Oberleitung und Darsteller)

### Darsteller
- 1929: Ich glaub’ nie mehr an eine Frau (Regie: Max Reichmann)
- 1930: Va Banque (Regie: Erich Waschneck)
- 1930: Hokuspokus (Regie: Gustav Ucicky)
- 1930: Brand in der Oper (Regie: Carl Froelich)
- 1931: Danton (Regie: Hans Behrendt)
- 1931: Yorck (Regie: Gustav Ucicky)
- 1931: M (Regie: Fritz Lang)
- 1931: Luise, Königin von Preußen (Regie: Carl Froelich)
- 1931: Der Raub der Mona Lisa (Regie: Géza von Bolváry)
- 1932: Die Gräfin von Monte Christo (Regie: Karl Hartl)
- 1932: Teilnehmer antwortet nicht (Regie: Mark Sorkin, Rudolf Katscher)
- 1932: Liebelei (Regie: Max Ophüls)
- 1933: Le tunnel/Der Tunnel (Regie: Curtis Bernhardt)
- 1933: Die schönen Tage von Aranjuez (Regie: Johannes Meyer)
- 1934: So endete eine Liebe (Regie: Karl Hartl)
- 1934: Schwarzer Jäger Johanna (Regie: Johannes Meyer)
- 1934: Das Erbe in Pretoria (Regie: Johannes Meyer)
- 1935: Hundert Tage
- 1935: Pygmalion (Regie: Erich Engel)
- 1935: Das Mädchen Johanna (Regie: Gustav Ucicky)
- 1936: Eine Frau ohne Bedeutung (Regie: Hans Steinhoff)
- 1937: Kapriolen (mit Gattin Marianne Hoppe)
- 1938: Tanz auf dem Vulkan (Regie: Hans Steinhoff)
- 1941: Friedemann Bach (Regie: Traugott Müller)
- 1941: Ohm Krüger (Regie: Hans Steinhoff)
- 1960: Das Glas Wasser (Regie: Helmut Käutner)
- 1960: Faust. Der Tragödie Erster Teil (Regie: Peter Gorski)

### Gründgens als Gründgens
- 1958: Das gab’s nur einmal (Spielfilm mit Dokumentarteilen; Regie: Geza von Bolvary)
- 1961: Jørgen Roos zeigt Hamburg (Dokumentarfilm, Regie: Jørgen Roos)
- 1963: Gustaf Gründgens (Fernsehdokumentarfilm)
- 1980: „So spiel ich viel Personen ganz allein…“ Der Theatermann Gustaf Gründgens (Dokumentarfilm, Regie: Jürgen Moeller)
- 1989: Joachim Kaiser: „… ich erinnere mich“. [2.] Gustaf Gründgens (Fernsehdokumentarfilm)
- 1989: Der Prinzipal – Die Legende Gustaf Gründgens (Fernsehdokumentarfilm)

## Hörspiele (Auswahl)
- 1928: Maxim Gorki: Nachtasyl (ein Baron) – Regie: Hermann Beyer (Sendespiel (Hörspielbearbeitung) – NORAG)
- 1946: Johann Wolfgang von Goethe: Torquato Tasso (Tasso) – Regie: Hannes Küpper (Berliner Rundfunk)

## Medien
- Gustaf Gründgens: Das komplette Schallarchiv. Theaterstücke, Hörspiele, Monologe, Reden, Chansons. 20 CDs. Die Audiothek, 2004.

## Bilder
Theaterfotos von Gustaf Gründgens liegen von 1935 bis 1963 ganz überwiegend von der bedeutenden Theaterfotografin Rosemarie Clausen, für 1947 bis 1951 auch von Liselotte Strelow vor.
- Rosemarie Clausen: Theater. Gustaf Gründgens inszeniert. Georg Westermann, Braunschweig 1960.
- Rosemarie Clausen: Gustaf Gründgens. Faust in Bildern. Christian Wegner, Hamburg 1960 (div. Auflagen).
- Rosemarie Clausen: Gründgens. Friedrich, Velber 1963.

## Texte von Gründgens
- Liselott. Singspiel (zusammen mit Richard Keßler; Chansontexte von Gründgens). Musik: Eduard Künneke. UA am 17. Februar 1932 Berlin (Admiralspalast)